# Leonida Lucchetta
Leonida Lucchetta (Milano, 28 agosto 1911 – 27 dicembre 1977) è stato un calciatore italiano, di ruolo attaccante.

## Caratteristiche tecniche
Giocava come ala.

## Carriera
Nella stagione 1931-1932 ha disputato una partita di Serie A con la maglia dell'Ambrosiana-Inter, precisamente il 20 settembre 1931.
Nella stagione 1932-1933 ha militato ancora in massima serie con la maglia del neopromosso Palermo.
Dal 1933 al 1938 ha giocato con l'Alfa Romeo; ha poi militato nell'A.S. Romana di Milano e quindi nuovamente nell'Alfa Romeo, fino al 1942.